# Hendersonula collina
Hendersonula collina är en mångfotingart som beskrevs av Pocock 1903. Hendersonula collina ingår i släktet Hendersonula och familjen Pygmaeosomatidae. Inga underarter finns listade i Catalogue of Life.